# Margreet Heemskerk
Margreet Heemskerk (Dobbs Ferry, 10 juli 1946) is een Nederlands actrice. Heemskerk werd vooral bekend door haar vertolking als Emilie de Graaf in Dossier Verhulst. Later was ze enkele keren te zien in Medisch Centrum West, Baantjer en Rozengeur & Wodka Lime.
Heemskerk kwam op 3-jarige leeftijd naar Nederland, doorliep de HBS in Eindhoven en ging naar de toneelacademie in Maastricht. In 1966 debuteerde zij in televisiespel Eindelijk vakantie. Ook speelde ze in de jaren tachtig en negentig diverse rollen in het Theater van de lach met John Lanting en speelde ze in blijspelen met Piet Bambergen

## Rollen
- Bibelebons - Margreet Heemskerk (zichzelf) (1972-1974)
- Kunt u mij de weg naar Hamelen vertellen, mijnheer? - Prinses Madelein (1972-1976)
- Dossier Verhulst - Emilie de Graaf (1986)
- Medisch Centrum West - Liesbeth de Kort (1988)
- Ha, die Pa! - Moeder Theo (Afl. Feestje, 1991)
- Toen was geluk heel gewoon - Hendrina van der Scheur (Heer in het verkeer, 1994)
- Onderweg naar Morgen - Lise Ygil (1996)
- Goede tijden, slechte tijden - Elise Zandvoort (gastrol, 2000)
- Ernstige Delicten - Sandra's moeder (2002)
- Baantjer - Finette van Hasselaar (2002)
- Het Glazen Huis - Arts (2004)
- Rozengeur & Wodka Lime - Gerda Donkersloot (2001, 2006)
- Kwijt